# Республіка Ангілья
Республіка Ангілья була короткочасною, невизнаною незалежною державою на острові Ангілья. Існувала з 11 липня 1967 року до 19 березня 1969 року, коли британський контроль був відновлений.

## Передісторія
27 лютого 1967 року Британія надала території Сент-Крістофер-Невіс-Ангілья статус «асоційованої держави» з власною конституцією та значним ступенем самоврядування. Багато жителів Ангільї рішуче заперечували проти постійного політичного підпорядкування Сент-Кіттсу, і 30 травня (відомий як День Ангільї) поліція Сент-Кіттса була виселена з острова. Тимчасовий уряд звернувся до адміністрації Сполучених Штатів, але йому було відхилено. 11 липня 1967 року відбувся референдум про вихід Ангільї зі складу молодої держави. Результати: 1813 голосів за відокремлення і 5 проти. Декларація незалежності (написана в основному професором права Гарвардського університету Роджером Фішером) була публічно зачитана Волтером Ходжем.
Одразу була створена окрема законодавча рада. Пітер Адамс був першим головою Ради острова Ангілья, але коли він погодився повернути Ангілью назад до Сент-Кітса, його було усунено та замінено Рональдом Вебстером. У грудні 1967 року двоє членів британського парламенту розробили тимчасову угоду, згідно з якою протягом одного року британський чиновник мав виконувати основні адміністративні повноваження разом із Радою Ангільї. Тоні Лі обійняв цю посаду 8 січня 1968 року, але до кінця терміну не було досягнуто згоди щодо довгострокового майбутнього управління островом.

## Проголошення республіки
6 лютого 1969 року Ангілья провела другий референдум, у результаті якого 1739 голосів проти 4 проголосували проти повернення до асоціації зі Сент-Кітсом. Наступного дня Ангілья проголосила себе незалежною республікою.
Вебстер знову обійняв посаду голови. Новий британський посланник Вільям Вітлок прибув 11 березня 1969 року з пропозицією щодо нової тимчасової британської адміністрації. Його швидко вигнали під дулом зброї.

## Відновлення британського контролю
19 березня 1969 року контингент у складі 331 2-го батальйону парашутно-десантного полку та 30 лондонських столичних поліцейських висадився на гелікоптері на острів з 2 фрегатів нібито для «відновлення порядку». Вебстер втік з острова, зрештою звернувшись до Генеральної Асамблеї ООН, стверджуючи, що Ангілья повинна мати право на самовизначення.
Тоні Лі було звільнено, а лорд Карадон і Вебстер склали Декларацію із семи пунктів. По суті, Ангільї дозволили відокремитися від Сент-Кітс і Невіс, хоча лише 19 грудня 1980 року Ангілья офіційно відокремилася від Сент-Кітсу і стала окремою британською колонією. Хоча Сент-Кітс і Невіс здобули повну незалежність від Великобританії в 1983 році, Ангілья залишається британською заморською територією.